# إيدي شنيلدرز
إيدي شنيلدرز هو لاعب كرة قدم بلجيكي في مركز الدفاع، ولد في 9 أبريل 1959 في أنتويرب في بلجيكا. شارك مع منتخب بلجيكا لكرة القدم. أما مع النوادي، فقد لعب مع بيرسخوت إيه سي ورويال أنتويرب وستاندارد لييج ولوكيرين أوست فلانديرين وليرس ونادي كورتريك.

## وصلات خارجية
- إيدي شنيلدرز على موقع الاتحاد البلجيكي (الإنجليزية)
- إيدي شنيلدرز على موقع قاعدة بيانات كرة القدم.إي يو (الإنجليزية)
- إيدي شنيلدرز على موقع ناشيونال فوتبول تيمز (الإنجليزية)
- إيدي شنيلدرز على موقع عالم كرة القدم.نت (الإنجليزية)